# Szanowni państwo X
Szanowni państwo X (ang. The X’s) – amerykański serial animowany emitowany w latach 2005–2006, stworzony przez Carlosa Ramosa. Opowiada o rodzinie superszpiegów – Państwu X – którzy, mimo zaawansowanych umiejętności w walce z przestępczością, mają trudności z ukrywaniem swojej tożsamości w codziennym życiu.

## Fabuła
Rodzina X składa się z Pana X, będącego pilotem i głową rodziny, Pani X, mistrzyni sztuk walki, oraz ich dzieci: nastoletniej detektyw Tuesday i 9-letniego specjalisty od technologii Trumana. Wszyscy pracują dla tajnej organizacji SUPERIOR, której celem jest zwalczanie złowrogiej grupy S.N.A.F.U., dowodzonej przez Błyskacza. 
Mimo profesjonalizmu w misjach szpiegowskich Państwo X napotykają trudności w prowadzeniu normalnego życia rodzinnego. Ich nieumiejętność ukrywania prawdziwej tożsamości naraża ich na ryzyko utraty pracy i dekonspiracji. Dodatkowo relacje z sąsiadami i otoczeniem komplikują się przez ich nietypowe zachowanie i zaawansowane gadżety szpiegowskie.
Każdy odcinek przedstawia nowe wyzwania, zarówno w sferze zawodowej, jak i prywatnej. Państwo X muszą balansować między misjami polegającymi na ratowaniu świata a codziennymi obowiązkami, takimi jak uczestnictwo w szkolnych wydarzeniach dzieci czy utrzymanie porządku w domu. Ich przygody ukazują humorystyczne sytuacje wynikające z łączenia życia szpiegowskiego z rodzinnym.

## Odcinki

### Spis odcinków
| Premiera odcinka | Nr | Polski tytuł                    | Angielski tytuł                 |
| ---------------- | -- | ------------------------------- | ------------------------------- |
|                  |    |                                 |                                 |
| SERIA PIERWSZA   |    |                                 |                                 |
|                  |    |                                 |                                 |
| 06.12.2008       | 01 | Akcja zdjęcie                   | Photo Ops                       |
| 06.12.2008       | 01 | Przyjaciel pies                 | Boy’s Best Fiend                |
|                  |    |                                 |                                 |
| 07.12.2008       | 02 | Podręcznik szpiega              | Secret Agent Manual             |
| 07.12.2008       | 02 | Szpieg, który mnie lubił        | The Spy Who Liked Me            |
|                  |    |                                 |                                 |
| 08.12.2008       | 03 | Piżamowe przyjęcie              | License to Slumber              |
| 08.12.2008       | 03 | Trzy dni w pralni               | Three Days of the Coin Op       |
|                  |    |                                 |                                 |
| 14.12.2008       | 04 | Złota Rączka                    | Mr. Fix It                      |
| 14.12.2008       | 04 | Partnerzy w nieszczęściu        | Doommates                       |
|                  |    |                                 |                                 |
| 12.12.2008       | 05 | Mamobot                         | AAIIEE, Robot!                  |
| nie wyemitowano  | 05 |                                 | Mission: Irresponsible          |
|                  |    |                                 |                                 |
| 16.12.2008       | 06 | Błądzić rzecz Trumana           | To Err is Truman                |
| 16.12.2008       | 06 | Koniec z miłą Panią X           | No More Mrs. Nice X             |
|                  |    |                                 |                                 |
| 19.12.2008       | 07 | Kłopoty rodzinne                | Family Issues                   |
| 19.12.2008       | 07 | Wybór Trumana                   | Truman’s Choice                 |
|                  |    |                                 |                                 |
| 22.12.2008       | 08 | Listonosz Jej królewskiej mości | On Her Majesty’s Postal Service |
| 22.12.2008       | 08 | Dla rozrywki – kręgle           | Pinheads                        |
|                  |    |                                 |                                 |
| 25.12.2008       | 09 | Guwernerzy                      | Mock Tutors                     |
| 25.12.2008       | 09 | Usta prawdy                     | Meddle Mouth                    |
|                  |    |                                 |                                 |
| 29.12.2008       | 10 | Kicha się tylko dwa razy        | You Only Sneeze Twice           |
| 29.12.2008       | 10 | X-owie na urlopie               | X Takes a Holiday               |
|                  |    |                                 |                                 |
| 01.01.2009       | 11 | Uczucie silne jak cios          | From Crusha with Love           |
| 01.01.2009       | 11 | Tajemnica Pana X                | Xcitement                       |
|                  |    |                                 |                                 |
| 04.01.2009       | 12 | Wielka wygrana                  | Wealth vs. Stealth              |
| 04.01.2009       | 12 | Mały domek                      | Wee House                       |
|                  |    |                                 |                                 |
| 07.01.2009       | 13 | Druga twarz Trumana X-a         | Truman X: Super Villain         |
|                  |    |                                 |                                 |
| 10.01.2009       | 14 | Zemsta Trumana wzgardzonego     | A Truman Scorned                |
| 10.01.2009       | 14 | Y-owie                          | Y’s Up                          |
|                  |    |                                 |                                 |
| 13.01.2009       | 15 | Tajemnica Brandona              | Quit Your Day Job               |
| 13.01.2009       | 15 | Ucieczka domu                   | Missing Home                    |
|                  |    |                                 |                                 |
| 16.01.2009       | 16 | Tresura Rexa                    | Train Rex                       |
| 16.01.2009       | 16 | Baza odchodzi                   | Homebody                        |
|                  |    |                                 |                                 |
| 19.01.2009       | 17 | Scena walki                     | Theater of War                  |
| 19.01.2009       | 17 | Biwak Katonka                   | Breaking Camp                   |
|                  |    |                                 |                                 |
| 22.01.2009       | 18 | Żyj i zmień pieluszkę           | Live and Let Diaper             |
| 22.01.2009       | 18 | Dziadkowie w akcji              | In-Law Enforcement              |
|                  |    |                                 |                                 |
| 25.01.2009       | 19 | Przypadkowy bohater             | Accidental Hero                 |
| 25.01.2009       | 19 | Pan Krawacik                    | Untied                          |
|                  |    |                                 |                                 |
| 28.01.2009       | 20 | Nawiedzona Baza                 | The Haunting of Homebase        |
|                  |    |                                 |                                 |